# Herrgottschnitzerhaus
Das Herrgottschnitzerhaus ist eine private Schutzhütte auf der Hohen Wand im südlichen Niederösterreich. 

## Lage, Name und Geschichte
Die Hütte befindet sich auf 826 m Höhe im Nordosten des rd. 8 km langen und bis zu 1132 m hohen Bergmassivs „Hohe Wand“ und auf dem Gemeindegebiet von Markt Piesting. Sie wurde 1913 von der Wiener Alpinen Gesellschaft „d’Herrgottschnitzer“ errichtet. 1980 schloss die Alpine Gesellschaft „d‘Herrgottschnitzer“ sich dem Österreichischen Touristenverein (ÖTV) an, sodass die beiden „Herrgottschnitzer“-Häuser am Kampstein und auf der Hohen Wand in das Eigentum des ÖTV übergingen. 1982 wurde die Schutzhütte erweitert und 1994 bekam sie einen neuen Dachstuhl. Ab 1999 erfolgte eine Generalsanierung des Herrgottschnitzerhauses um rd. 2,1 Millionen Schilling und erhielt dafür das Österreichische Umweltzeichen. Im Jahr 2007 verkaufte der ÖTV das Haus. Es wird aktuell (2024) privat mit sporadischen Öffnungszeiten betrieben.